# 国東半島県立自然公園
国東半島県立自然公園（くにさきはんとうけんりつしぜんこうえん）は、大分県北東部にある国東半島に1951年（昭和26年）3月30日に設けられた県立自然公園。

## 概要
国東半島の沿岸部と内陸部を指定地域とする自然公園である。総面積は19,691.18haで、このうち陸域が15,591.18ha、海域が4,100haを占める。2005年度の利用者数は1,080,000人。なお、国東半島のうち、最高峰の両子山山頂付近と姫島は瀬戸内海国立公園に指定されており、国東半島県立自然公園には含まれていない。
内陸部には奇岩が立ち並ぶとともに六郷満山文化に関する文化財が多数残っている。また、沿岸部には北部の周防灘側にリアス式海岸が発達する一方、東部から南部の伊予灘沿いには白砂青松の海岸が続く。

## 区域内の自治体
- 宇佐市
- 豊後高田市
- 国東市
- 杵築市

## 主要な景勝地・文化財
- 富貴寺 - 豊後高田市。国宝（大堂）。
- 真木大堂 - 豊後高田市。重要文化財（木造阿弥陀如来坐像など）。
- 熊野磨崖仏 - 豊後高田市。重要文化財、史跡。
- 長崎鼻 - 豊後高田市香々地。大分県天然記念物、大分百景。
- 黒津崎海岸 - 国東市国東町。大分百景。
- 奈多海岸 - 杵築市。日本の白砂青松100選、快水浴場百選、大分百景。
- 住吉浜 - 杵築市。大分百景